# 小岩盛親
小岩 盛親（こいわ もりちか）は、戦国時代の武将。信濃国安曇郡小岩嶽城主。

## 略歴
小岩氏は信濃安曇郡の国人である仁科氏の支族。
大永2年（1522年）、小岩嶽城主に任じられる。天文年間の武田晴信の信濃侵攻に際し、分家含め仁科氏全体で抵抗したが各個撃破された。盛親も天文20年（1551年）武田軍の攻撃を受け、支城の宿城が落城。
翌天文21年（1552年）、500名で守る小岩嶽城に5倍の大軍で攻められ、末子・盛康共々自害した。